# Априловська гімназія
Національна апріловська гімназія ( болг. Националната Априловска гимназия Націоналната Апріловська гімназія) - гімназія з гуманітарним та іноземним ухилом в місті Габрово ( Болгарія ). 
Вона була заснована як перша світська школа в Болгарії в 1835 році, працюючи без будь-яких перерв і понині. В частині її будівлі розташований Національний музей освіти . Гімназія була оголошена пам'ятником культури в 1979 році. 
Апріловська гімназія входить в число самих елітних середніх навчальних закладів країни. Нині вона носить ім'я свого засновника Василя Апрілова, який вперше ввів в Болгарії систему взаємного навчання замість колишніх монастирських шкіл. Ця обставина робить Апріловскую гімназію першої болгарської світською школою. Вона була утворена і підтримувалася за рахунок благодійного фонду, створеного Апріловим, членами якого також були Микола Палаузов і багато інших габровці. 

## Історія

### підстава

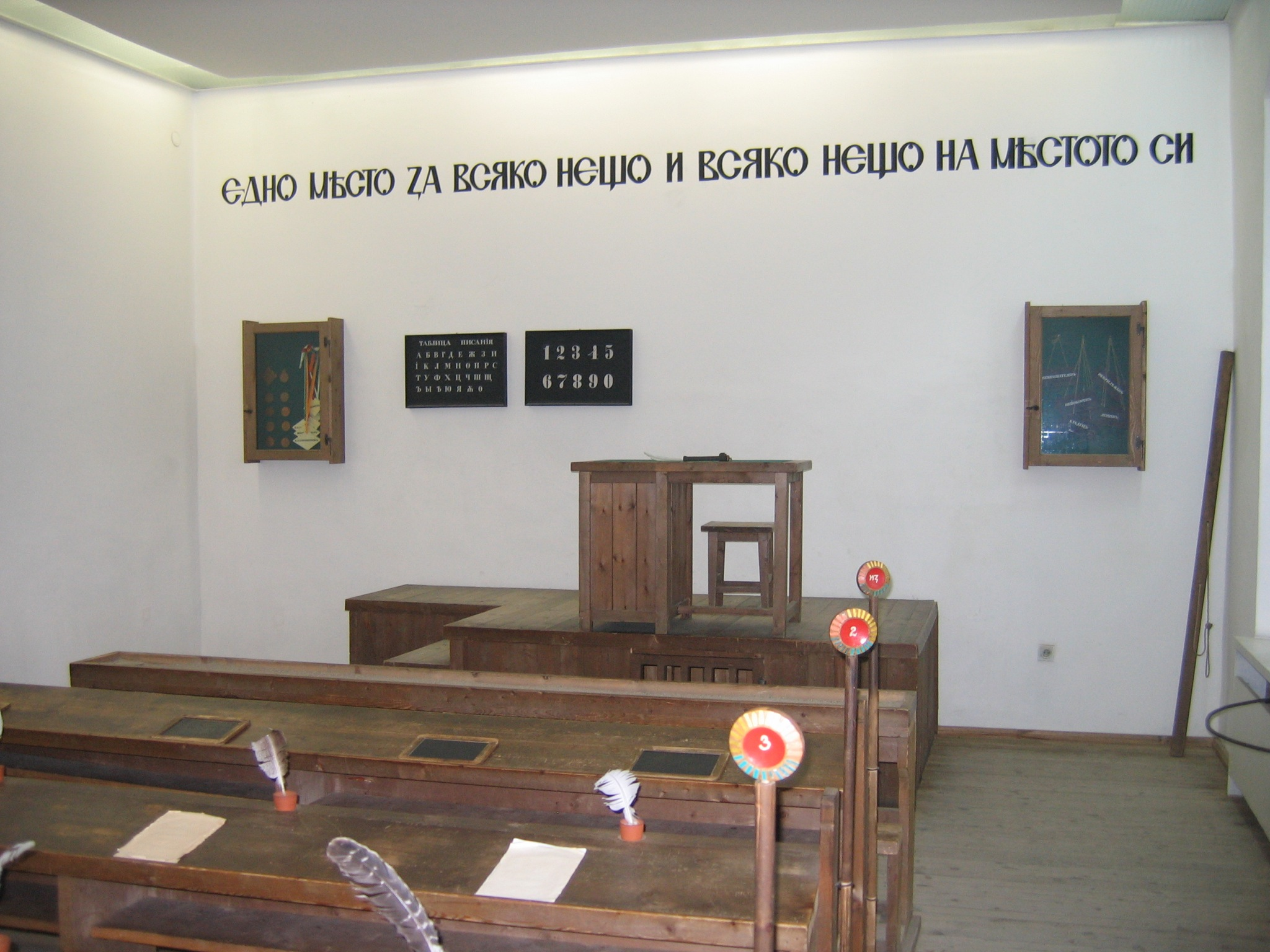
Реконструкція класу епохи Болгарського національного відродження.

На початку XIX століття освіту на болгарських землях відбувалося в основному в монастирських школах. Школа, заснована Апріловом, стала першою, яка відповідала системі взаємного навчання . Протягом наступних років в інших болгарських селах були засновані ще 12 таких шкіл  . Першим викладачем і директором школи був Неофіт Рильський, який ще до її заснування вивчав способи застосування системи взаємного навчання і написав з цього питання кілька посібників. 
У 1872 році школа стала гімназією, а з 1881 року отримала ім'я свого засновника, Василя Апрілова  . 
У 1935 році відомий Габровський лікар, громадський діяч, краєзнавець і благодійник Петро Цончев пожертвував Апріловской гімназії 100 тисяч левів на створення фонду для бідних школярів. 
11 березня 1937 року Стоянка Іванова Калпазанова-Цончева, дружина Петра Цончева, пожертвувала Апріловскій гімназії 300 тисяч левів для будівництва гімнастичного залу ( «Будинок для тілесного виховання»), який використовується за призначенням і нині, і музею у дворі гімназії. 

### З 1987 року
У 1988 році установа придбала новий статус, ставши гімназією з гуманітарним профілем, в якому поглиблено вивчаються такі предмети, як література, історія, філософія і мистецтво. Первісна програма навчання містила елементи класичного освіти, такі як вивчення старослов'янської і латинської мов, історії культури та історії філософії. Через кілька років вивчення древніх мов було виключено з програми за рахунок більшої уваги вивченню іноземних мов  . 
У 1992 році, після перетворення його в державне, навчальний заклад отримав свою нинішню назву - Національної апріловской гімназії. У той час вона розміщувалася в будівлі Математичної гімназії. У 1996 році общинним радою Габрово було прийнято рішення про повернення Апріловскої гімназії в її історичну будівлю в центрі міста, в якому в попередні декілька десятиліть розміщувався Національний музей освіти, заснований в 1973 році. 9 лютого 1998 року президент Болгарії Петро Стоянов разом з главою Габрово Миколою Дачевим відкрили відреставровану історичну будівлю Апріловскої гімназії в якості діючого навчального закладу. Це сталося після 25-річної перерви в діяльності цієї будівлі як школи. З 1992 по 1996 рік йшло об'єднання двох державних закладів: Апріловскої гімназії та Національного музею освіти в «Національну апріловскую гімназію з музеєм освіти»  . З тих пір музей розташовується в західному крилі будівлі гімназії. 
З нагоди 175-річчя свого заснування, в 2010 році, Апріловска гімназія отримала почесний знак президента Республіки Болгарія «за продовження національної освітньої традиції і за чудові досягнення в сучасному навчальному процесі»  . 

## освітній профіль
В даний час гімназія приймає учнів у три мовних і два гуманітарних класи  . Основними викладаються іноземними мовами є англійська та німецька, а в якості других мов виступають французький і грецький. Гуманітарними дисциплінами служать болгарська мова і література, а також історія. Також поширені численні спеціалізовані та позакласні форми навчання. 
Протягом багатьох років випускники гімназії ставали лауреатами престижних національних і міжнародних змагань серед школярів  . Згідно з її ж даними 95% її випускників продовжують свою освіту в вищих навчальних закладах  . 

## Апріловскі дні культури
З початку 1990-х років школа є організатором Апріловских днів культури, які проводяться щорічно у другій половині травня. Вони включають в себе шкільні семінари, театральні вистави, концерти, літературні читання. Традиційно вони закінчуються випускним вечором  . 

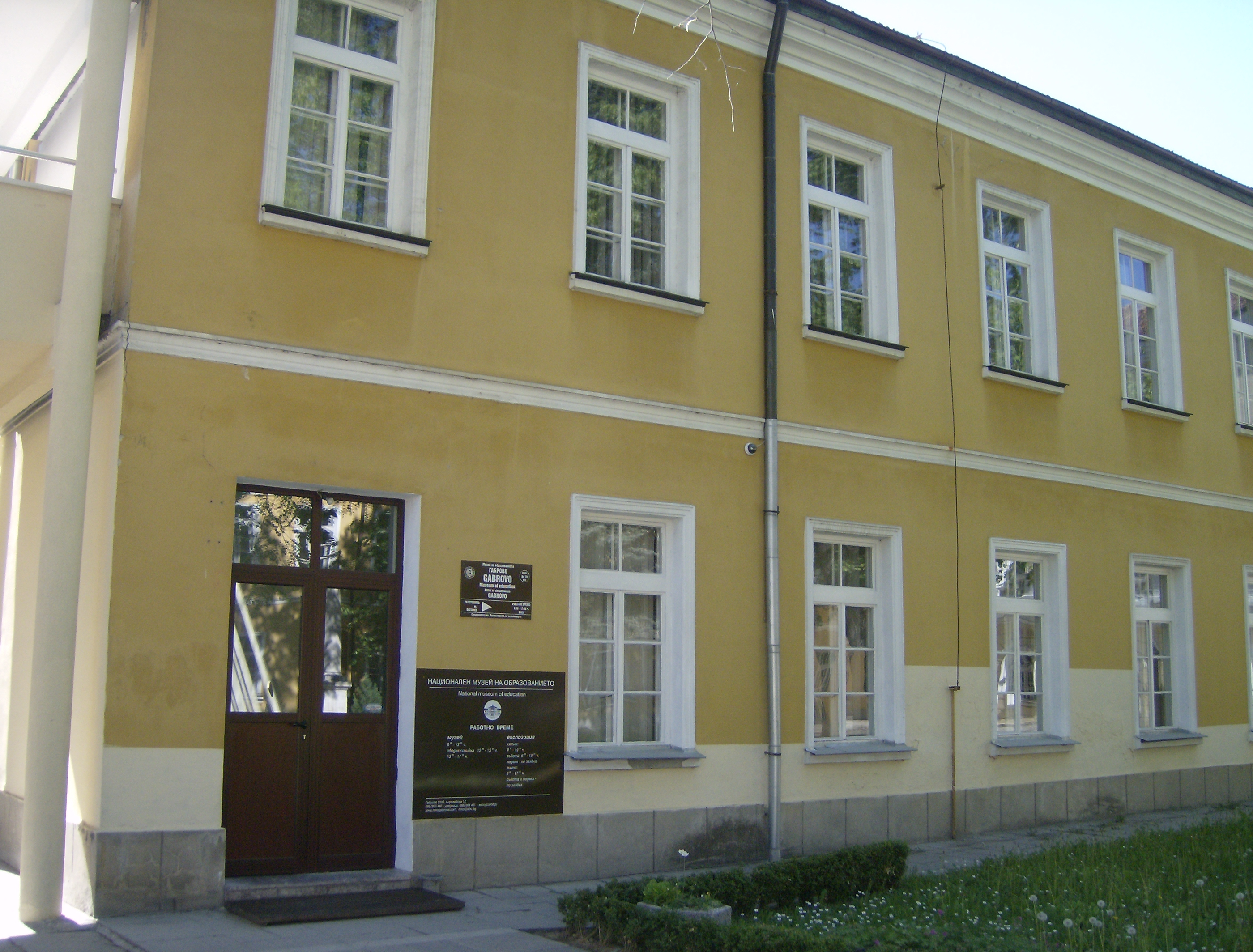
Національний музей освіти

## література
- Апрілов, В. Денница ново-болгарскаго освіти. Одеса, 1841, 22   - 24 [Архівовано 20 травня 2014 у Wayback Machine.]
- Славейков, П. Габровското училище і неговіте п'рві піклувальники. Цариград, 1866
- Гюзель, Ів. Програми на Габровське училища. Цариград, в печатніцата на Д. Араміяна з буквою на ст. "Право", 1873
- Уроці по б'лгарската черковна історія. Викладав в главното Габровське м'жко училище від вчителя Р. Кароль. П'рво видання. Цариград, 1873
- Міларі, Ст. Василь Евстатіевіч Апрілов, потужний подвижник на новото освіту в Б'лгарія. Опис на живота і на деятелността му. Одеса, 1888